# Augustusplatz
L'Augustusplatz (en català, plaça d'August. De 1928 a 1933 i de 1953 a1990 anomenada Karl-Marx-Platz o plaça de Karl Marx) és una plaça situada a l'est del centre de Leipzig, Alemanya.
És la plaça més gran de la ciutat i una de les més grans d'Alemanya i d'Europa. Forma part de la circumval·lació interior de la ciutat i és un nucli central de la xarxa de tramvia.
Actualment s'hi troben el Gewandhaus, l'Òpera de Leipzig i l'Augusteum (edifici central de la Universitat de Leipzig).